# Siemion Timoszenko (reżyser)
Siemion Aleksiejewicz Timoszenko, ros. Семён Алексе́евич Тимоше́нко (ur. 6 stycznia?/18 stycznia 1899 w Petersburgu, zm. 13 listopada 1958 w Leningradzie) – radziecki reżyser filmowy oraz scenarzysta. Od 1925 roku reżyser studia filmowego Siewzapkino (później: Lenfilm). Autor teoretycznych prac na temat kina.
Pochowany w Petersburgu na Cmentarzu Serafimowskim razem z żoną aktorką Ludmiłą Głazową.

## Wybrana filmografia
- 1935: Trzej towarzysze (Три товарища)
- 1945: Śluby kawalerskie (Небесный тихоход)

## Książki
- Искусство кино и монтаж фильма (Л., 1926)
- Что должен знать кинорежиссер (М.; Л., 1929)